# Мазитов, Рамиль Гиниятович
Рами́ль Гиния́тович Мази́тов (13 апреля 1957 – 21 октября 2020, Уфа) – был директором Башкирского колледжа сварочно-монтажного и промышленного производства (до 21 октября 2020), учёный, педагог, менеджер, кандидат политических наук.

## Биографическая справка
Родился 13 апреля 1957 года в деревне Верхнее Сазово Кугарчинского района Республики Башкортостан. С 2019 года и до своей смерти был директором Башкирского колледжа сварочно-монтажного и промышленного производства.

## Образование
СГПИ Стерлитамакский государственный педагогический институт, учитель физики и математики, 1983

## Трудовая биография
- 1974—1975 — директор Максютовский СДК Кугарчинского района;
- 1975—1977 — служба в рядах СА;
- 1977—1978 — учитель физкультуры, Верхнесазовская восьмилетняя школа Кугарчинского района;
- 1977—1983 — учёба в СГПИ;
- 1983—1985 — завуч, Новониколаевская восьмилетняя школа Кугарчинского района;
- 1985—1996 — директор, Волостновская средняя школа Кугарчинского района;
- 1996—1997 — заведующий Кугарчинский районный отдел образования;
- 1997—2003 — начальник, Кугарчинское районное управление народного образования;
- 2003 — главный специалист отдела по гуманитарным вопросам и делам национальностей, Правительство РБ;
- 2003—2005 — глава администрации Кугарчинского района;
- 2005—2008 — глава администрации муниципального района Кугарчинский район РБ;
- с 2008 — председатель Центральной избирательной комиссии Республики Башкортостан;
- 2010—2018 — Ректор Института развития образования Республики Башкортостан;
- 2019–2020 — Директор Башкирского Колледжа Сварочно-Монтажного и Промышленного Производства.

## Звания, награды
- «Заслуженный учитель Республики Башкортостан»
- Почетный работник общего образования РФ
- Почетная Грамота Республики Башкортостан

## Цитаты
- Молодёжь — вот настоящий индикатор положения дел в обществе [2].